# Cesare Baronio
Cesare Baronio (ou Caesar Baronius), né le 31 octobre 1538 à Sora, dans la province de Frosinone, dans le Latium, en Italie, et mort le 30 juin 1607 à Rome, est un prêtre italien de l'Oratoire. Proche de Philippe Néri, et son successeur à la tête de l'Oratoire, il est historien ecclésiastique de renom. Nommé Bibliothécaire du Vatican, en 1596, il est créé cardinal la même année au titre cardinalice de Saints Nérée et Achille. Il meurt en odeur de sainteté.

## Biographie
Arrivé jeune à Rome pour études, sa rencontre avec saint Philippe Néri (1557) est décisive. Il entre dans la nouvelle congrégation religieuse de l'Oratoire et est ordonné prêtre en 1564. Il s'adonne alors à la prédication, au ministère de la confession et aux exercices de piété propres à l'Oratoire. Il compose une grande Histoire de l'Église, en 12 volumes, qui lui vaut le titre de Père de l'histoire ecclésiastique. 
En 1593, Cesare Baronio succède à Philippe Néri comme supérieur général de la congrégation de l'Oratoire. 
Clément VIII le choisit pour confesseur et le nomme en 1596 cardinal et bibliothécaire du Vatican. Les deux amis, Baronio et Bellarmin, sont les deux conseillers principaux de Clément VIII. Par deux fois, Baronio est sur le point d'être élu pape. 
Décédé à Rome le 30 juin 1607, il est enterré dans la crypte de l'église principale des oratoriens de Rome, la Chiesa Nuova (Santa Maria in Valicella).
Le 12 juin 1745, Benoît XIV le proclame Vénérable.

## Œuvre principale
De 1588 à 1593, il compose des Annales ecclésiastiques (Annales ecclesiastici) qui embrassent toute l'histoire du christianisme depuis les premiers temps jusqu'en 1198. Ce grand ouvrage, entrepris pour rectifier ce qu'il y avait d'inexact dans les Centuries de Magdebourg, est un classique. Il est continué par Oderico Rinaldi, Giacomo Laderchi et Augustin Theiner. L'ouvrage entier est réimprimé à Lucques en 38 volumes (1738-1757).
C'est à lui que l'on doit le terme « âge des ténèbres » pour désigner le Haut Moyen Âge (550-750). C'est également lui qui serait à l'origine de la formation de la légende des Terreurs de l'an mille au début du XVIIe siècle.